# Shijonawate
Shijonawate (四條畷市 -shi) é uma cidade japonesa localizada na província de Osaka.
Em 2003 a cidade tinha uma população estimada em 56 337 habitantes e uma densidade populacional de 3 006,24 h/km². Tem uma área total de 18,74 km².
Recebeu o estatuto de cidade a 1 de Julho de 1970.